# 2020 à la radio
Cet article est une chronologie thématique, pour des articles plus généraux, voir Histoire de la radio et Radiodiffusion.
Cet article concerne uniquement les stations de radio, ne prenant en compte ni les webradios ni les podcasts.
Pour ce qui concerne spécifiquement la France, voir 2020 en radio en France.
Pour ce qui concerne spécifiquement le Royaume-Uni, voir [[:2020 en radio au Royaume-Uni (en)]].
| Années de la radio : 2017 - 2018 - 2019 - 2020 - 2021 - 2022 - 2023    |
| Décennies de la radio : 1990 - 2000 - 2010 - 2020 - 2030 - 2040 - 2050 |

Cet article a pour but de présenter de façon synthétique toute l'année 2020 en radio, et cela pour tous les pays du monde. On ne retiendra en général que l'actualité des radios de caractère national ou international, afin de ne pas se perdre dans les détails des radios locales.

## Stations de radio dans le monde

### Création
| Radio       | Pays                             | Commentaire | Date          |
| ----------- | -------------------------------- | --- | ------------- |
| Times radio | Royaume-Uni                      | Le journal britannique The Times va lancer sa propre radio tout info nationale en profitant du DAB+.                  | Février 2020  |
| Minsanté FM | République démocratique du Congo | Le ministre de la santé inaugure cette station destinée à relayer une information fiable sur la pandémie de Covid-19. | 28 avril 2020 |

### Évolutions importantes
- 10 février : Classic 21 a inauguré de nouveaux studios à Mons, en prenant en considération les acpects son, interviews, vidéos, décoration et showcases[3].

## Actualité du média radio en 2020

### Événements politiques
- 10 février : au Burkina Faso, un émetteur installé à Batié permet de désenclaver la province de Noumbiel, qui peut désormais capter les ondes de la radio nationale RTB[4].
- 6 mars : la station Voice of America, qui diffuse sur le continent africain depuis 60 ans, organise une cérémonie commémorative au siège de la radio à Washington[5].
- 12 mai : l'Agence française de développement finance Radio Ndarason internationale de façon à apaiser la région du lac Tchad, meurtrie après l'insurrection de Boko Haram[6].

### Événements économiques
- 29 janvier : la BBC annonce vouloir supprimer 450 postes dans sa rédaction, pour notamment dégager des marges de manœuvres afin d'investir sur le numérique[7].
- 28 mars : Arrêt de l'émetteur de RMC en grandes ondes (216 KHz)[8].
- 16 avril : le Conseil fédéral suisse décide de baisser significativement la redevance audiovisuelle à partir de 2021, le nombre de ménages assujettis ayant augmenté[9].
- 29 avril : le gouvernement britannique alloue 400 000 livres de subventions pour les radios associatives du pays, du fait de la pandémie de Covid-19[10].
- 11 mai : le parlement fédéral suisse décide de subventionner les médias avec 20 millions de francs pour les radios régionales, en raison de la pandémie de Covid-19[11].

### Événements sociétaux
- 13 février : en Afrique, 24 radios de 24 pays différents programment des personnalités africaines dont le discours est lié à la thématique des migrations[12].
- 30 mars : la BBC commence la distribution, aux plus de 70 ans, des récepteurs DAB +, en réaction à la pandémie de coronavirus touchant le Royaume-Uni[13].
- 1er avril : du fait de la pandémie de Covid-19, RFI diffuse en Afrique, par les ondes courtes, des messages de prévention en français et en langues africaines[14].
- 21 avril 2020 : les clubs RFI sont mobilisés pour enseigner aux populations locales africaines les gestes à suivre face à la pandémie de Covid-19[15].
- les 15 août et 18 septembre : les deux concerts du NRJ Music Tour en Belgique sont annulés du fait de l'épidémie de Coronavirus[16].

### Événements culturels
- 1er mai : Sébastien Cauet présente un concert virtuel géant diffusé par NRJ dans 18 pays sur différentes applications et plateformes de l'internet[17].

## Principales rencontres internationales en 2020
- 7 février : la 11e édition de l'Atelier radiophonique romand (ARARO) qui se tient à Neuchâtel (Suisse) a pour thème « la crédibilité de la radio »[18].
- 12 février : le sommet de l'UER réunissant des experts du monde entier au sujet de la radio numérique revient à Genève[19].
- 9 et 10 mars : une conférence consacrée aux solutions qui sont proposées aux radiodiffuseurs pour l'évolution de leur média se tient à Munich[20].
- ? juin : 6e édition des Casablanca Broadcast days où se rencontrent professionnels de la radio et de la télévision[21].
- du 14 au 16 octobre : la VRT et la RTBF accueillent à Bruxelles la conférence PBI (Public Broadcasters International) pour le média de service public et son contenu[22].
- 3 et 4 novembre : l'Assemblée générale du WorldDAB réunit, à Prague, 200 experts de la radio, de l'automobile et de fabricants de récepteurs[23].
- du 13 au 15 décembre : la onzième édition des Radiodays Europe se tient à Lisbonne (Portugal)[24],[25].

## Considérations techniques et progrès en 2020
- 21 décembre : tous les récepteurs radio des véhicules de classe M neufs vendus dans les pays de l'Union européenne doivent dorénavant être RNT-Compatible[26].
- 5 février : forte croissance du marché des récepteurs DAB+ dans le monde entre octobre 2018 et juin 2019 : République tchèque (+82 %), Belgique (+44 %) et France (+31 %)[27].
- 18 février : l'expansion de la radio numérique en Europe a cru de 8 % en un an pour atteindre 1 697 stations au sein de l'UER, dont 80 % en DAB+[28].

## Nominations aux postes-clés et départs en 2020
- 1er janvier : Mario Annoni accède à la présidence de la Société de radiodiffusion et de télévision de la Suisse romande (RTSR) en remplacement de Jean-Français Roth[29].
- 22 janvier : Sibyle Veil est réélue Présidente de l'association des MFP jusqu'à mi-2021[30].

## Prix en 2020
- Concours international 60 secondes radio : sixième édition à suivre les gagnants selon l'annonce

## Anniversaires en 2020
- 13 février : la journée mondiale de la radio, organisée par l'UNESCO, a pour thème la diversité, autant dans les types de diffuseurs que dans les rédactions et les programmes[31].
- 1er mai : Fun Radio Belgique marque ses 30 ans d'existence en revenant sur les sons « dancefloor » qui ont marqué cette période[32].

## Décès en 2020
- Robert Conrad, animateur américain sur une radio nationale à partir de 2007, est mort à Malibu d'un arrêt cardiaque le 8 février 2020, à l'âge de 84 ans[33].
- Christie Blatchford, journaliste et animatrice de radio canadienne, est morte à Toronto d'un cancer du poumon le 12 février 2020, à l'âge de 68 ans[34]
- Caroline Flack, animatrice de radio britannique, a mis fin à ses jours à Londres le 15 février 2020, à l'âge de 40 ans[35].
- Gust Graas, personnalité luxembourgeoise majeure dans le développement de la radio au Luxembourg, est mort à Esch-sur-Alzette le 19 février 2020, à l'âge de 95 ans[36].
- Manu Dibango, saxophoniste camerounais et animateur de radio depuis 20 ans sur Africa Radio, est mort du Covid-19 le 24 mars 2019 à l'âge de 86 ans[37].
- Moustapha Thiombiano, précurseur burkinabé des radios libres en Afrique au début des années 1990, est mort le 6 avril 2020 à l'âge de 74 ans[38].
- Ronan O'Rahilly, fondateur irlandais de Radio Caroline, est mort en avril 2020 à l'âge de 79 ans[39].
- Stéphane Dupont, animateur de radio et producteur belge ayant travaillé principalement pour la RTBF, est mort à Liège le 5 mai 2020 à l'âge de 70 ans[40].

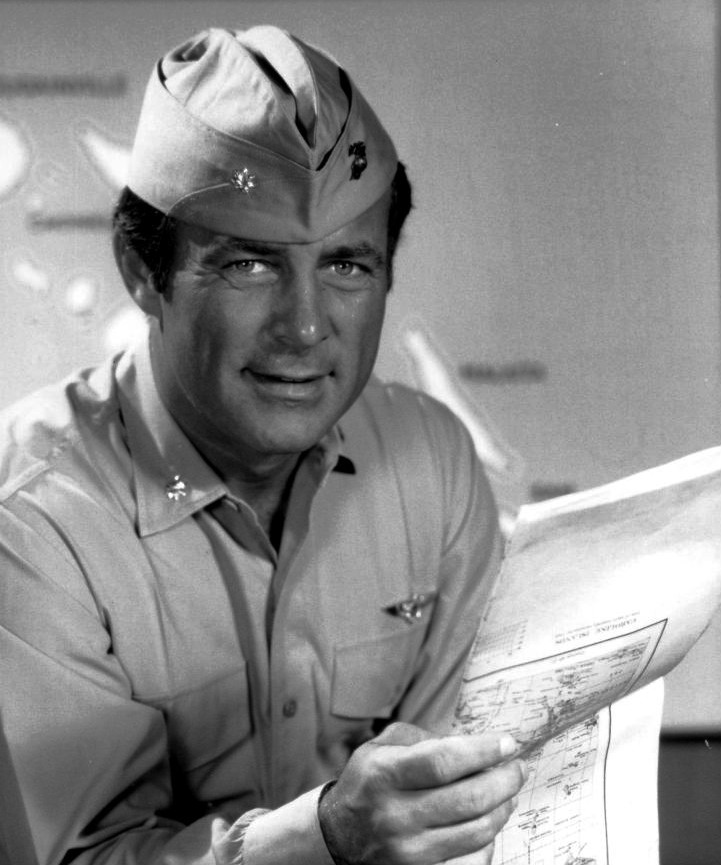
Robert Conrad en 1976.
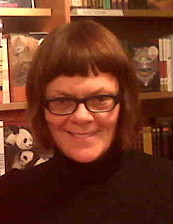
Christie Blatchford en 2008.
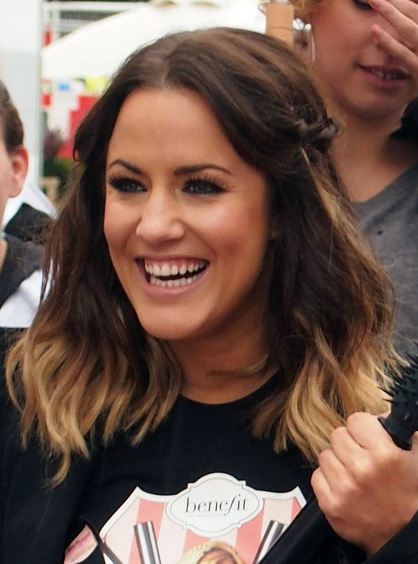
Caroline Flack en 2012.
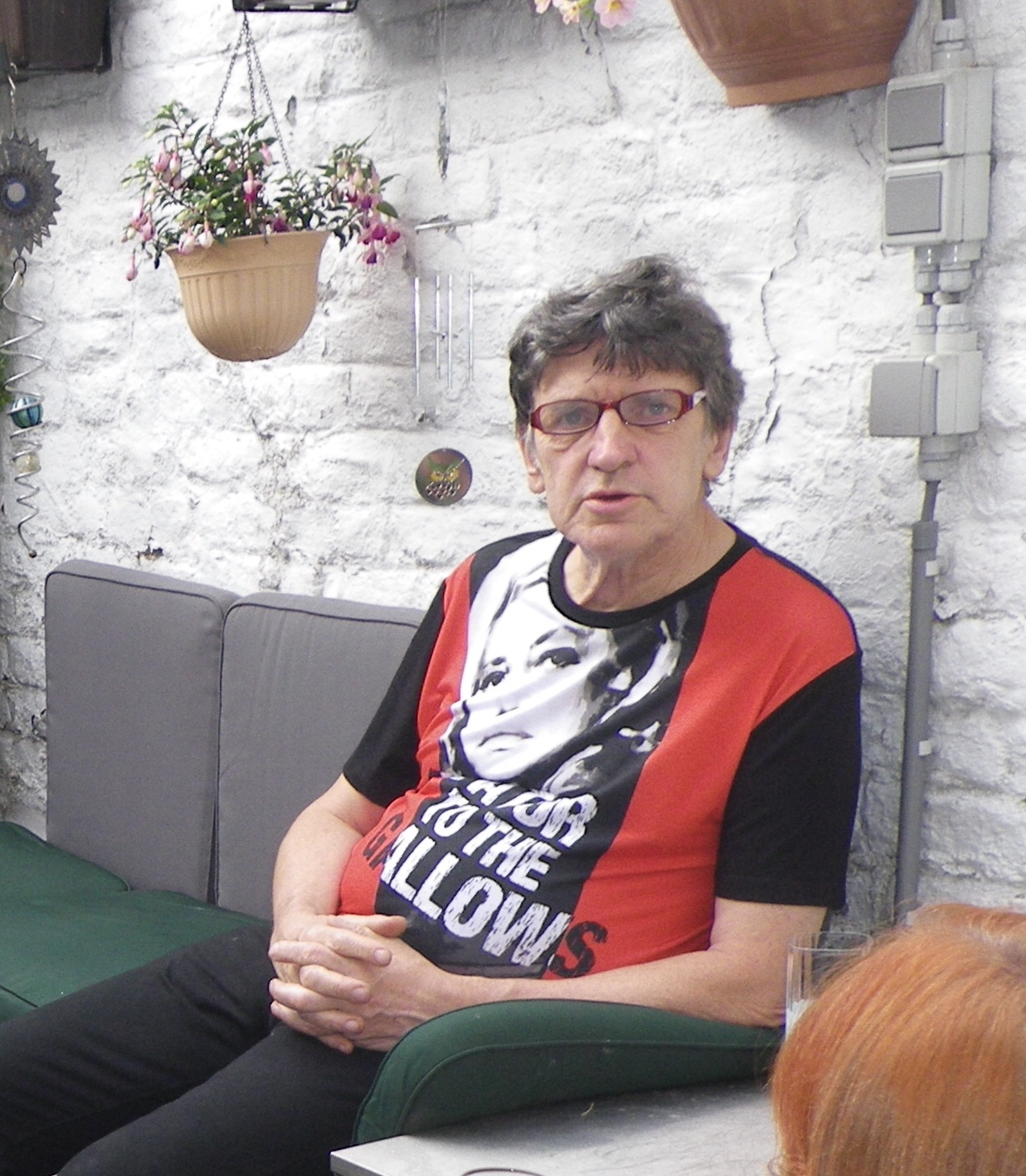
Stéphane Dupont en 2017.